# ウインドシンセサイザー

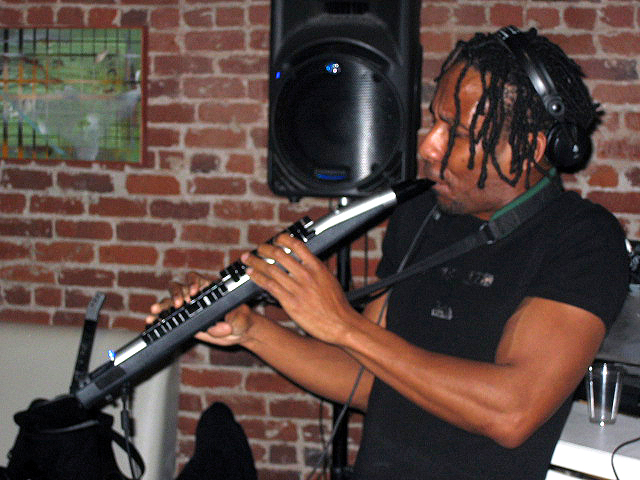
ウインドシンセサイザー

ウインドシンセサイザー (Wind Synthesizer) は、管楽器の奏法でシンセサイザーをコントロールできる電子楽器。

## 概略
木管楽器の外観・操作法に基づくリリコン系統と金管楽器の外観・操作法に基づく金管楽器系のスタイナー系統がある。リリコン系統の機種が多く製造されている。2004年11月にヤマハから発売されたEZ-TPは金管楽器の外観・操作法に基づくがスタイナー系統ではなく、類似機種のない独自のものと考えられる。
読み方を縮約し「ウインドシンセ」と呼ぶのが一般的である。ウインドシンセサイザーのことを総称名詞的に「リリコン」、「EWI」（イーウィ）と初期の代表的な製品名で呼ぶ人も減少傾向だが依然として存在する。
余談ではあるが、「ウィンドシンセ」の名称については、河合楽器製作所が商標を所有している（第2716074号）。

### 管楽器奏者からのアプローチ
管楽器はそれぞれ固有の音色と音域を持つ。音色に関してはマウスピースやリードの変更やミュートの着脱により少しは変化させることができるが、たとえばフルートでトランペットの音を鳴らすことはできない。音域についても楽器の持つ音域すべてを均等に鳴らすことは困難である。
ウインドシンセサイザーを用いれば、シンセサイザーが提供する多種の音色で、運指で定められた全ての音域を均等に鳴らすことができる。
EZ-TPは異なる原理で動作している。息の流れを検知するのではなく、マイクに入力された歌声からMIDI信号を生成している。このため管楽器のブレスコントロールができなくても歌が上手ければ上手く演奏することができる。歌声が楽音に変換される感覚は従来の金管楽器における「声帯から口唇を振動させて歌う通りに楽器が鳴る」という感覚に似ている。

### シンセサイザー奏者・シーケンサー利用者からのアプローチ
MIDIは主に鍵盤楽器の世界で発展し、シーケンサーを用いて演奏情報を入力する際も基本は鍵盤楽器の演奏法に依拠している。だが、鍵盤楽器では微妙なピッチの変化や複雑な強弱の変化を表現するのが難しく、仮にクラリネットの音色を鍵盤楽器で演奏しても、本当のクラリネットのような滑らかさを得ることはできず、鍵盤を弾いているような感触がつきまとう。
ウインドシンセサイザーを用いれば、滑らかな音量変化や音色・ピッチの変化を得ることができ、いわゆる「打ち込みっぽさ」を効果的に取り除くことが期待できる。管楽器にもシンセサイザーにも親しんでいる演奏者にとって最良の電子楽器になるといえる。同時にこの楽器は、普段は接点の少ない両種の楽器群および演奏者の交わる場となり得る。
ただし管楽器の運指を記憶し実際に演奏するまでの負担は大きく、和音も発せられない。この限界を超える楽器がシンセサイザーと鍵盤ハーモニカを融合させた電子鍵盤ハーモニカ（Hohner Electra-Melodica）である。

## 構造
ウインドシンセサイザーは主に三つの部分で構成されている。
マウスピース
マウスピースには息の強さに感応するセンサと、リードの部分を演奏者がくわえることにより与える圧力を検出するセンサが含まれている。息の強さにより音の強弱やアタック感を表現することができる。センサが息を感じた瞬間に、運指の状況をノートナンバー、息の強さをベロシティとして「ノート・オン」のMIDI信号を出力する。その後継続的に、息の流量に応じて「ボリューム」もしくは「アフタータッチ」のMIDI信号を出力する。
リードにかかる圧力は主として「ピッチベンド」のMIDI信号を出力する。マウスピースをかむ力を周期的に変化させてビブラートの効果を得ることができるようになっているが、演奏経験の少ない人や、ビブラートの効果をそれほど必要としない人のために、この機能を減弱・停止させることもできる。
キー装置
キー装置は運指により音の高さを決めるために用いる。一般的にサクソフォーンの運指を元に簡略化されたものが採用されているため、小中学校で用いるリコーダーの運指がわかればある程度演奏できるようになっている。金管楽器を模した機種の運指は、トランペットの運指を簡略化したものである。機種によっては、ピッチベンドを行うための小さなホイールが付属している。
インタフェース
インタフェースは、ウインドシンセサイザーによって生成されたデータを、音源モジュール等に送信するための部分で、ケーブルの差し込み口が付いている。ここから任意の音源モジュール等に接続することで、演奏された音を得ることができる。MIDI形式ではなく独自形式の信号を用いて、専用の音源ユニットに送信する機種もあるが原理はほぼ同一である。
なお、カシオ計算機のデジタルホーン やヤマハのEZ-TPなどは、音源モジュール・アンプ・スピーカーも内蔵している。他機種においては外部に設置されるインタフェース以降の部分を内部に含んだだけであり、構造としては同じと考えてよい。
音源モジュールからスピーカーを内蔵することで、特にアマチュアが重視する簡便さと自己完結性を満たすことができる。これらの機種でもMIDI OUT端子を備えている機種なら、任意の音源モジュールに接続し、それが持つ音色で演奏することも可能である。

## 利用場面
ウインドシンセサイザーは管楽器系の音色を奏でるのに最適である。また、単音にほぼ限定されるが、ヴァイオリン・ヴィオラ・チェロ等の擦弦楽器の音色との親和性も高く、特に弦楽器奏者を擁しない小規模の楽団で利用価値が高まる。
ウインドシンセサイザーは主にフュージョンと呼ばれるジャンルに属する楽曲で用いられるが、特殊なソロ楽器として吹奏楽に用いられる場合も少数ながらある。また、多彩な音色を容易な操作性で得られることに着目し、学校での器楽教育に用いられることもある。この場合は学校教育用に簡略化された楽器を用いる。
楽器の現物を入手しにくい民族楽器や古楽器を扱う楽曲にウインドシンセサイザーは最適である。これらの音色は一般的に出回っている音源モジュールに収録されていることが多く、鍵盤操作では貧弱になりがちなこれらの音色も、ウインドシンセサイザーで奏でれば迫力のあるものになるだろう。
特徴的な外観で、ステージでのパフォーマンスも効果的に行いやすいので、ライブ活動を行う演奏家にも適している。
打ち込みで制作される楽曲の旋律部分をウインドシンセサイザーで加えることにより、打ち込み特有の平板な印象を消すことができる。ウインドシンセサイザーの演奏をシーケンサーでリアルタイム録音する場合、アフタータッチやピッチベンドのMIDIメッセージが大量に（場合によっては過剰に）流れ込んでくるため、適宜データを間引くなどの対策は考えるべきである。このことは古いハードシーケンサーや記憶容量に限りのある環境でシーケンスソフトを用いる場合重要である。

## 調性の設定・調律
ウインドシンセサイザー自体は移調楽器ではない。しかしサクソフォーンやクラリネットの譜面をそのまま扱えるようにするため変ロ調（B♭；クラリネットやテナーサクソフォーンの調性と同一）や変ホ調（E♭；アルトサクソフォーンなどの調性と同一）に設定する機能を有しているのが一般的である。
この機能を持たない機種ならば、音源の方でトランスポーズの設定を-2に設定すれば変ロ調、+3もしくは-9に設定すれば変ホ調となり、結果的に同一の効果が得られる。変ロ調、変ホ調に限らず任意の調性を選ぶことができるので、演奏の都合などを考えてもっとも好ましいのを選べばよい。
他の管弦楽器と合奏する場合はウインドシンセサイザーの接続されている音源を適切に調律する必要がある。もっとも、純粋なアナログシンセサイザーを用いない限りは他の楽器のように気温に影響されることを考慮する必要はない。

## 代表的なウインドシンセサイザー奏者
ウインドシンセサイザーだけを専門的に扱うプロの演奏家は、おそらく存在しないと推測される。サクソフォーン奏者が持ち替えで使用する場合が多く、日本ではT-SQUAREの歴代サックス奏者である伊東たけし、本田雅人、宮崎隆睦などが、海外ではマイケル・ブレッカーやトム・スコットなどが有名である。またクラリネット奏者の若林愛もヴァイオリニストの天野恵とのユニット「Megumi♡Kei」で活動する際は、ウインドシンセサイザーに持ち替えて演奏することがある。

## 主なウインドシンセサイザー
- コンピュトーン Lyricon
- Steinerphone
- Synthophone
- Morrison Digital Trumpet
- カシオ計算機 - デジタルホーン
- 鈴木楽器製作所 - MIDIリコーダー / MIDIメロディオン
- AKAI - EVI1000 / EWIシリーズ
- ヤマハ - WX7 / WX11 / WX5
- ローランド - エアロフォン
- Sweden Berglund Instruments - NuRAD(ニューラッド)